# Carlos Trías Sagnier
Carlos Trías Sagnier (Barcelona, 1946 - Barcelona, 19 de agosto de 2007) fue un escritor y ensayista español. 

## Biografía
Hijo del abogado y político catalán Carlos Trías Bertrán y hermano del filósofo Eugenio Trías y del político y abogado Jorge Trías Sagnier, pertenecía a la alta burguesía catalana. Se licenció en Derecho, aunque nunca ejercería. Estuvo casado con la escritora Cristina Fernández Cubas.
En 1970 publicó junto con su hermano Eugenio su primera novela, Santa Ava de Adís Abeba, editada por Tusquets con el seudónimo común "Cargenio Trías". En 1972 salió publlicada su primera novela en solitario, El juego del lagarto, en Barral Editores, la editorial del poeta y político Carlos Barral. 
Fue uno de los quince fundadores de la asociación Ciutadans de Catalunya (Ciudadanos de Cataluña) y uno de los firmantes del manifiesto «Por la creación de un nuevo partido político en Cataluña», germen de Ciudadanos-Partido de la Ciudadanía.

## Obras
- Santa Ava de Adís Abeba (Tusquets Editores, 1970)
- El juego del lagarto (Barral, 1972)
- Hoy he decidido (Lumen, 1974)
- ¿Qué son las organizaciones marxistas-leninistas? (La Gaya Ciencia, 1977)
- El encuentro (1985)
- El círculo de la luz (1985)
- Viaje a Delfos (Tusquets, 1994)
- El ausente, (2001), premio Juan March Cencillo

Entre sus traducciones destaca la de La Orestiada de Esquilo, que también adaptó para un montaje teatral de Mario Gas.